# Ptychophis flavovirgatus
Ptychophis flavovirgatus is een slang uit de familie toornslangachtigen (Colubridae) en de onderfamilie Dipsadinae.

## Naam en indeling
De wetenschappelijke naam van de soort werd voor het eerst voorgesteld door João Florêncio Gomes in 1915. Later werd de naam Paraptychophis meyeri gebruikt. Het is de enige soort uit het monotypische geslacht Ptychophis.

## Verspreiding en habitat
Ptychophis flavovirgatus komt voor in delen van Zuid-Amerika en leeft endemisch in Brazilië. De slang is hier aangetroffen in de deelstaten Santa Catarina, Paraná en Rio Grande do Sul. De habitat bestaat uit vochtige tropische en subtropische laaglandbossen en draslanden.

## Beschermingsstatus
Door de internationale natuurbeschermingsorganisatie IUCN is de beschermingsstatus 'veilig' toegewezen (Least Concern of LC).